# Öllegård Wellton
Ingeborg Viola Öllegård Wellton (Stockholm, 18 april 1932 - aldaar, 26 juni 1991) was een Zweeds actrice. Ze is de dochter van actrice Alice Eklund en zus van acteur Nils Eklund.
Ze studeerde drama tussen 1950 en 1953, waarna ze zich ging bezighouden met theater. Ze trad op in het stadstheater in Norrköping en in het Rijkstheater. Ook speelde ze in diverse films en televisieseries. Bekend werd ze met haar rol als Ingrid Settergren (de moeder van Tommy en Annika) in de films over Pippi Langkous. Ze was van 1960 tot 1973 getrouwd met acteur Erik Hell.
Öllegård Wellton overleed op 59-jarige leeftijd.

## Filmografie
- 1969 - Pippi Langkous
- 1970 - Pippi in Taka-Tuka Land
- 1970 - Pippi zet de boel op stelten